# Charleville-Mézières
Charleville-Mézières és un municipi francès, situat al departament de les Ardenes, a la regió del Gran Est. L'any 2010 tenia 49.810 habitants.
Aquest municipi fou creat el 1966 per l'annexió de les ciutats limítrofes de Charleville, Étion i Mézières, a més dels nuclis de Montcy, Saint-Pierre i Mohon. Hi predomina la indústria metal·lúrgica i és un actiu centre de serveis.
Mézières conserva restes de les antigues fortificacions.

## Fills il·lustres
- Arthur Rimbaud (1854-1891), poeta
- Jean Nicolas Pierre Hachette (1769-1834), matemàtic